# وولراو
وولراو (به لاتین: Wollerau) یک بخش در سوئیس است که در بخش اوف واقع شده‌است.